# Церковь Троицы Живоначальной на Арбате
Церковь Троицы Живоначальной на Арбате — утраченный православный храм в Москве, на углу улицы Арбат и Денежного переулка. Закрыт в 1930 году и вскоре разрушен. Сейчас на его месте — одно из крыльев здания Министерства иностранных дел.

## История
В надписи, сохранявшейся на западной стене церкви было указано, что каменный храм был построен стрельцами «при Леонтии Азарьеве — заложена 17 мая 1649 г., окончена 1 октября 1650 г.». Приделов было два: один — Святого Николая; другой — Прокопия и Иоанна Устюжских; 3 октября 1706 года был выдан антиминс в новый придел Тихвинской иконы Богоматери в южной абсиде.
Название церкви со временем менялось: в конце XVII века она звалась что в Стрелецкой слободе в Леонтьеве приказе Азарьева; в XVIII веке за Арбатскими воротами или за/у Смоленских ворот, а 1720-х годах её ещё называли Старая, хотя ей к тому времени было всего 70 лет, что для каменных церквей совсем немного.
В 1739 году был заложен новый одноглавый храм в стиле барокко с трапезной и колокольней. Освящение состоялось 23 августа 1741 года; Тихвинский придел был освящён в 1742 году; тёплая трапезная с Никольским престолом — в январе 1750 года; устюжский придел, отстроенный на средства статского советника М. А. Хвостова, — в октябре 1754 года (после 1812 года не возобновлялся). Авторство проекта здания приписывается архитектору Ивану Мичурину.
Церковь уцелела во время пожара 1752 года, уничтожившего дома причта и прихожан. Пожар 1812 года церковь не пощадил. Прихожане, дабы уберечь иконостас от разграбления, набили здание домашней мебелью, но именно эта мебель и была подожжена. Здание устояло, но выгорело изнутри. Какое-то время церковь служила конюшней для неприятельской конницы.
Во время пожара 1812 года полностью сгорели не только дома прихожан и притча, но и каменные здания, находящиеся при церкви: Народное арбатское училище и богадельня. Основное здание восстановили довольно быстро — уже к 1813 году. Однако потребовалось ещё полвека, чтобы привести храм в благоустроенное состояние.
Как сообщали «Московские церковные ведомости»: «В 1912 г. было освящение храма Троицы на Арбате, благолепно возобновленного усердием ктитора A. H. Мещерского. Иконостас вновь вызолочен, стены украшены живописью и орнаментами. Отделка обошлась в 9000 руб.». Возле церкви находился огромный погост. В воротах со стороны Арбата было две «часовенки».
В 1930 году храм был закрыт советскими властями и вскоре разрушен. На его месте был построен дом «Общества пролетарского туризма и экскурсий», перестроенный в 1952 году для нужд Министерства иностранных дел.

## На «монастыре» Троицкого храма

Церковь в XIX в.

Быт храма и его приход были описаны в воспоминаниях Сергея Соловьева и Андрея Белого:
Сергей Соловьёв: 

Церковный двор, или, как называли его обитатели, «монастырь», был целым поселком. Дом батюшки с мезонином был окружен тенистым садом, куда никто не ходил, кроме семьи священника… Ближе к воротам находился чистый домик старшего дьячка Митрильича… Кругом храма был большой сад, и в глубине его жили два самые бедные члена причта… Там же в саду был бедный дом трапезника
Андрей Белый: 

Тут и Троице-Арбатская церковь, с церковным двором, даже с садиком, вытянутым дорожкою в Денежный; там — и ворота; в воротах — крылатый Спаситель; колодезь и домики: домик дьячковский, поповский и дьяконский; меня приносила Афимья, кормилица, — в садик…
1 — 3 — алтари главного храма и приделов; 4 — арка между главным и придельным храмами; 6 — трапезная церковь; 7 — колокольня, 8 — навес, 9 — печь духовая для всего храма; 11, 12 — часовни; 13, 14 — каменные церковные лавки о 13 растворов, о 7 растворах;
15 — каменная палатка на погосте; 16 — богадельня на 8 женщин; 17 — деревянный амбар; 18 — Св. ворота в Денежный пер.; 19 — церковный двор; 20 — 24 — усадьбы причта (священника, диакона, дьячка, пономаря, просвирни).
Лавки были основой благополучия церкви: доход от сдачи их внаем распределяется между причтом и церковью. До 1812 г. они были деревянными и сгорели во время пожара. Каменные на их месте воздвигли не сразу.
В ноябре 1824 г. священно-церковно-служители и староста Троицкой, на Арбате, церкви обратились в Духовную Консисторию с прошением "о дозволении им отдать тринадцать лавок, состоящих на церковной погостной земле, прежним наемщикам на четыре года за 3.300 рублей ежегодной платы, с тем, чтобы половинную часть дохода с оных лавок предоставить в пользу священно-церковно-служителей.
В конце 1832 г. — братья Михаил и Иван Семеновичи Комаровы по смерти родителей пожертвовали 5000 р. ассигнациями на постройку двух каменных лавок из наемной суммы — на вечные времена за поминовение души родителей их Семена и Ксении и их сродников, доход от которых должен идти — половина в церковь половина причту.
В 1834 г. была возведена первая очередь каменных лавок о 13-ти растворах справа от церковных ворот. всего потрачено более 36 тыс. р. В 1840 г. дом Арбатского народного училища (возведенный исстари) был куплен за 2000 р. серебром. На его месте от святых ворот до Денежного переулка выстроены новые о 7-ми растворах лавки.

## Настоятели
Настоятелями церкви были выдающиеся представители просвещенного московского духовенства, получившие академическое образование, занимавшие высокие должности. Трое из них после службы в Троицком храме ушли «на повышение» в главные соборы Москвы. Двое были «платониками» — стипендиатами митрополита Платона (вначале избираемых митрополитом, потом специальным комитетом «наилучших нравом, понятием и прилежанием» юношей, которым обеспечивались особые условия обучения в духовной академии). Все были благочинными (в XVIII в. — «закащиками»), то есть старшими для группы около 10 церквей, отвечающими за взаимодействие с церковным начальством:
- 1739—1774: Алексей Лукич[1] (до 1720 — после 1775), «закащик» (благочинный). Церковь (последнее здание) была возведена при нём. В 1771 г. «за старостью лет и слабостью здоровья» просил церковное начальство о принятии в дом свой к законной наследнице Прасковьи Алексеевой преподавателя Переяславской семинарии учителя Гавриила Подобедова.
- 1774—1794: Гавриил Семенович Подобедов (1744—1799), протоиерей, благочинный, присутствующий в Консистории. Двоюродный брат митрополита Амвросия[2]. Выпускник Троицкой семинарии, преподаватель Переяславской семинарии. Зять Алексея Лукича (муж наследницы — Прасковьи Алексеевны). В 1794 году был переведён настоятелем в Казанский собор на Красной площади.
- 1794—1816: Герасим Алексеевич Попов (1765—1818), выпускник и преподаватель Славяно-греко-латинской академии (СГЛА), благочинный, протоиерей. В 1816 году переведён протопресвитером в Архангельский собор Кремля.
- 1816—1866: Сергей Иванович Тихомиров-Платонов (1790—1866), выпускник и преподаватель СГЛА (после ее реформирования в 1814 г. — Московского духовного училища). Один из первых платоников. Служил в Троицком храме без малого полвека, был благочинным, протоиереем, членом Консистории, активнейшим членом Московского попечительства о бедных духовного звания, награждён множеством орденов, в том числе, орденом Св. Владимира 3-й степени. Митрополит Филарет, звавший его «многолетний и многопопечительный», поручал ему разнообразнейшие дела. Сергей Иванович дружил с епископом Саввой (Тихомировым), многократно упоминавшим его в своих мемуарах, как добрейшего Арбатского старца[3] В переписке участвовала его жена Любовь Яковлевна, дочь протопресвитера Успенского собора Кремля Якова Дмитриевича Никольского (1816—1839).
- 1866—1870: Ипполит Михайлович Богословский-Платонов (1821—1870), выпускник и преподаватель МДА. Платоник.
- 1871—1899: Владимир Семёнович Марков (1841—1917), выпускник МДА, преподаватель Вифанской и Московской семинарий. Был женат на дочери Богословского-Платонова. В 1900 году переведён протопресвитером (настоятелем) в Успенский собор московского кремля.
- до 1903 — после 1917: Николай Дмитриевич Липеровский (1846 — после 1915), выпускник МДА, законоучитель в Александровского Института в Москве[4].
- 1919—1920: Анатолий Петрович Орлов (1879—1937), выпускник, профессор и ректор МДА.

## Рекомендуемая литература
- Маркова Н. А. Алексей Владимирович Марков: семейные истории и биографические очерки. — М.: «Индрик», 2017.